# Franco Fragapane
Franco Rodrigo Fragapane (Mendoza, 6 de fevereiro de 1993) é um futebolista argentino que joga como atacante no Minnesota United.

## Carreira
El Sagual, como é conhecido, começou a carreira nas divisões de base do Huracán Las Heras da cidade de Las Heras da província de Mendoza, chegando ao Boca Juniors por um convênio firmado entre os dois clubes.
Franco é um atacante rápido e habilidoso com bola, apesar de não ser um típico camisa 9, se destaca por marcar muitos gols. Foi promovido ao elenco profissional em julho de 2011 para fazer a pré-temporada com o clube no Brasil.
É muito comparado a Rodrigo Palacio nas divisões de base do Boca Juniors. Também é comparado a César Delgado pelo estilo similar de jogo.
Estreou profissionalmente em 2012 na partida válida pela Copa Argentina.

## Seleção nacional
Disputou e ganhou a medalha de prata nos Jogos Pan-Americanos de 2011 em Guadalajara, marcando um gol em cinco partidas.

## Estatísticas
Até 17 de abril de 2012.

### Clubes
| Clube             | Temporada         | Campeonato nacional | Campeonato nacional | Copa nacional[a] | Copa nacional[a] | Competições continentais[b] | Competições continentais[b] | Outros torneios[c] | Outros torneios[c] | Total | Total |
| Clube             | Temporada         | Jogos               | Gols                | Jogos            | Gols             | Jogos                       | Gols                        | Jogos              | Gols               | Jogos | Gols  |
| ----------------- | ----------------- | ------------------- | ------------------- | ---------------- | ---------------- | --------------------------- | --------------------------- | ------------------ | ------------------ | ----- | ----- |
| Boca Juniors      | 2011-12           | 0                   | 0                   | 1                | 0                | 0                           | 0                           | 0                  | 0                  | 1     | 0     |
| Boca Juniors      | Total             | 0                   | 0                   | 1                | 0                | 0                           | 0                           | 0                  | 0                  | 1     | 0     |
| Total na carreira | Total na carreira | 0                   | 0                   | 1                | 0                | 0                           | 0                           | 0                  | 0                  | 1     | 0     |

- a. ^ Jogos da Copa Argentina
- b. ^ Jogos da Copa Libertadores
- c. ^ Jogos do Jogo amistoso

## Títulos
Boca Juniors
- Campeonato Argentino (Apertura): 2011

Fortaleza
- Campeonato Cearense: 2020